# Nannonisconus latipleonus
Nannonisconus latipleonus là một loài chân đều trong họ Nannoniscidae. Loài này được Schultz miêu tả khoa học năm 1966.